# Islandsknipa
Islandsknipa (Bucephala islandica) är en art i familjen änder som lever i subarktiska regioner som Nordamerika, Kanada, södra Grönland och Island.

## Utseende
Adulta individer påminner mycket om den närbesläktade knipan och kan vara svåra att särskilja. Adulta hanar har mörkt huvud med ett blålila skimmer och ett vitt halvmåneformat parti på sidan av huvudet framför och ovanför ögat. Ryggen är svartare än hos knipa och den har en kortare näbb. Hos både hona och hane skiljer sig också huvudformen från knipans, då högsta punkten på hjässan hos islandsknipan ligger längre fram, vilket hos honan ger en rundare huvudform. Adult hona hos islandsknipa har mer gult på näbben.

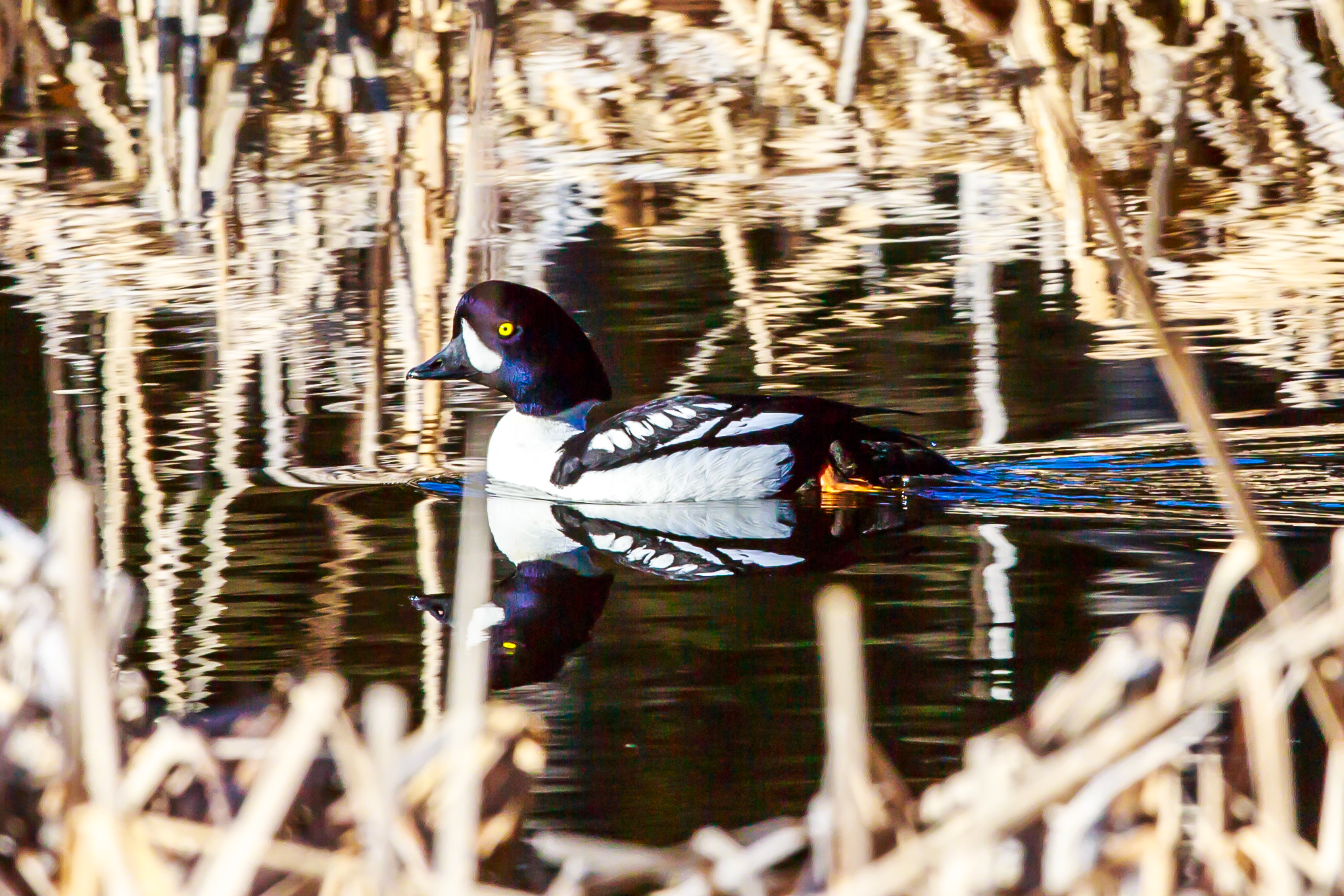
Hane
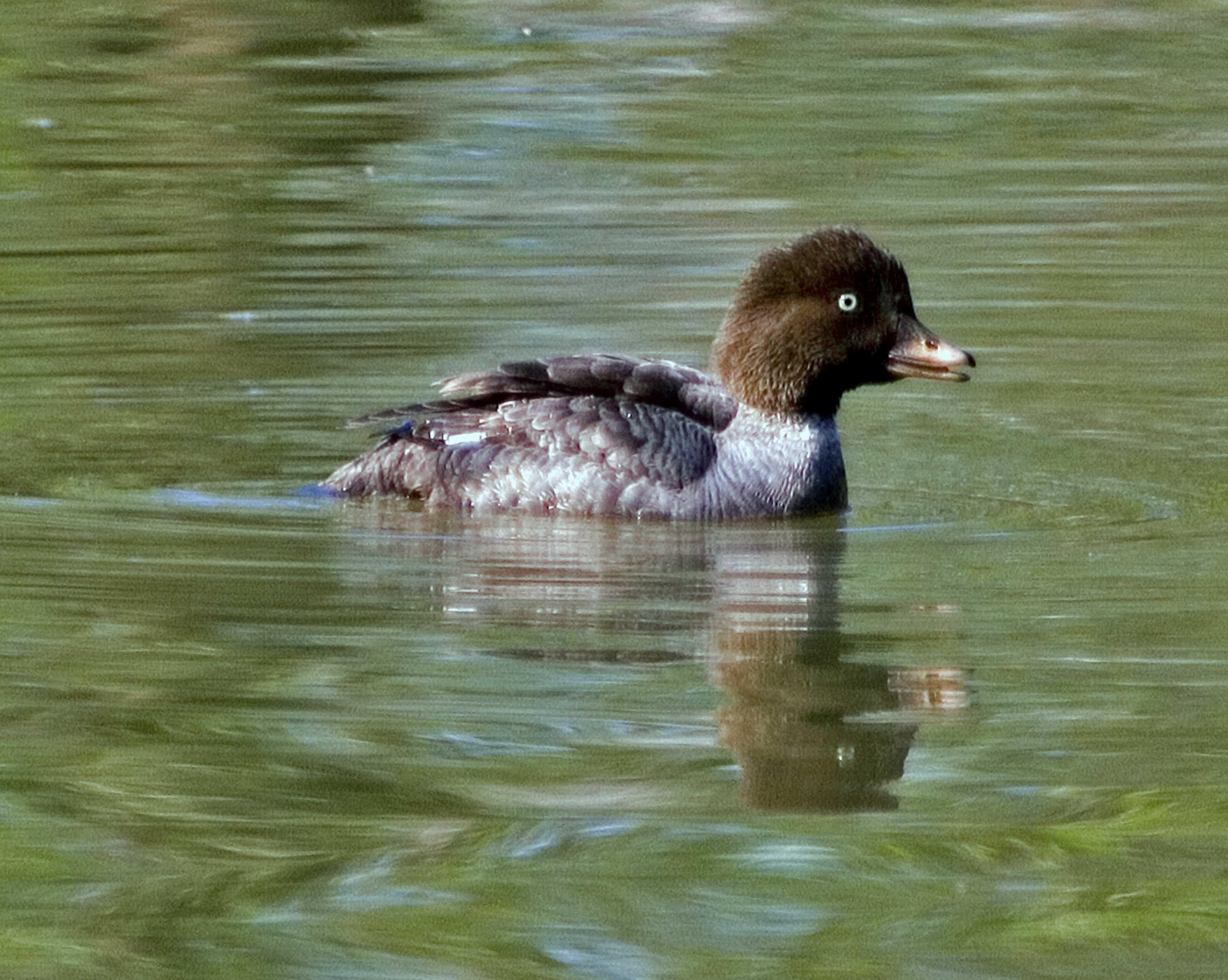
Hona
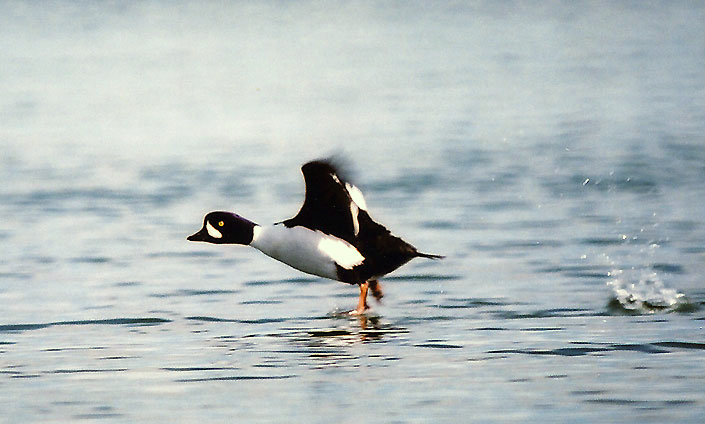
Hane i flykten
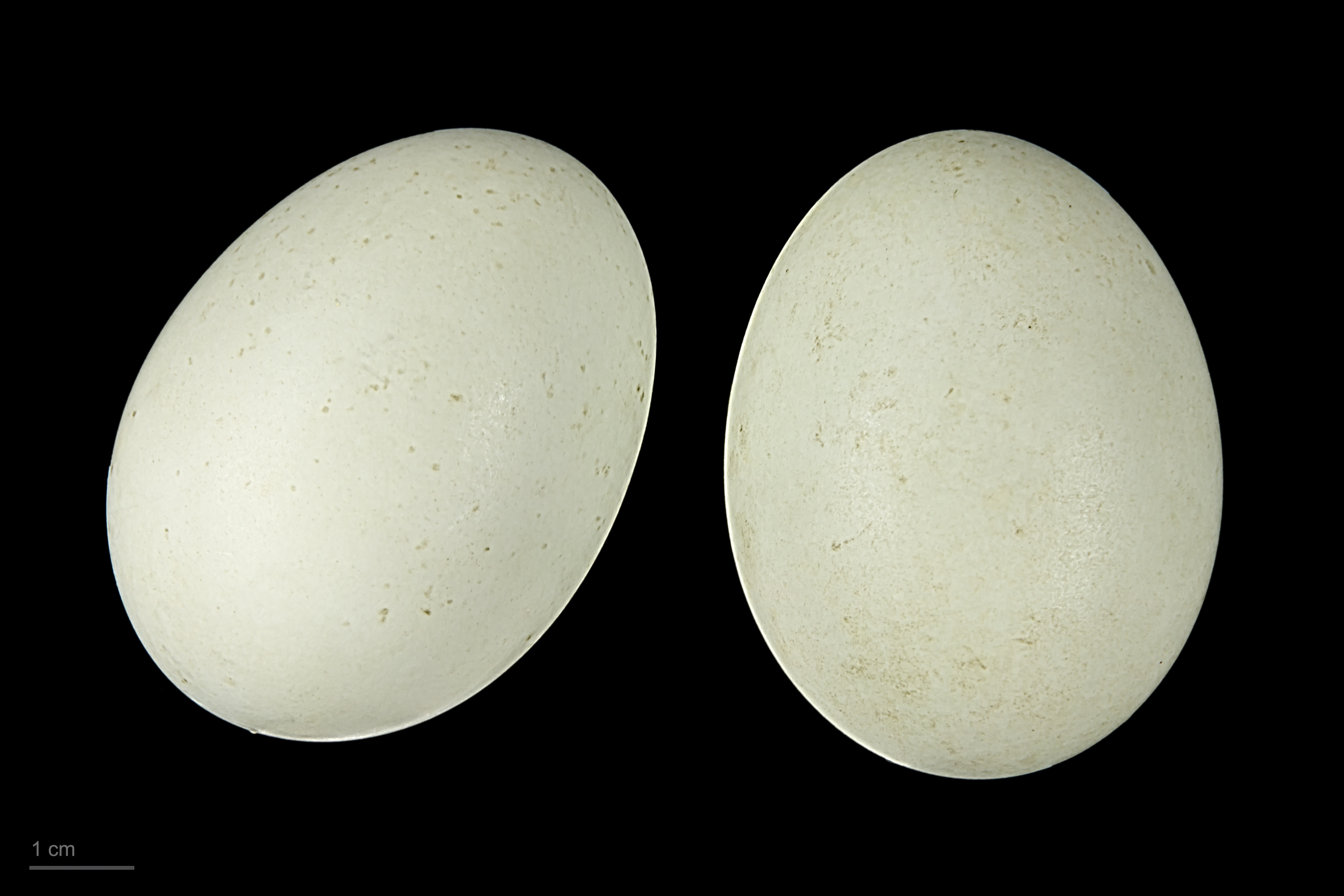
Museum specimen -

## Läte
Islandsknipans spelläte skiljer sig tydligt från knipans. Hanen yttrar korta, abrupta och lågmälda va va-va. Honan låter likt knipan, men grövre och mörkare. Det vinande vingljudet från hanen som är så typisk för knipan är möjligen även det något mörkare.

## Utbredning och biotop
Islandsknipan förekommer i subarktiska regioner och dess häckningsbiotop är sjöar och dammar i skogsmark, främst i nordvästra Nordamerika, men även lokalt i östra Kanada, på Grönland och på Island. På Island är den en vanlig häckfågel i Mývatn på norra delen av ön. Islandsknipan är en flyttfågel och merparten övervintrar i skyddade havsområden, ofta utefter kusten, eller i isfria inlandsvatten. Den är en mycket sällsynt gäst i Västeuropa och södra Nordamerika. I Sverige finns ännu inget godkänt fynd av arten.

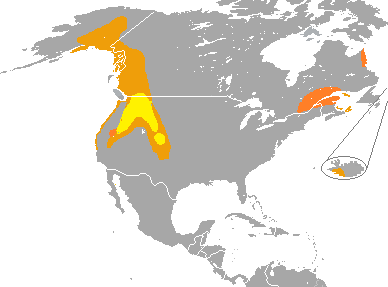
Islandsknipans utbredning, med Island infällt.

## Ekologi
Denna dykand födosöker under vatten. De lever av vattenlevande insekter, kräftdjur och sjövegetation. De häckar i håligheter i träd, men även i jordhålor och andra skyddade platser på marken. Väldigt lite är känt om dess häckningsvanor. Efter häckningssäsong flyttar de till speciella ruggningsställen då de blir flygoförmögna i 20-40 dagar. Islandsknipa tenderar att inte dela habitat med den mycket vanligare knipan.

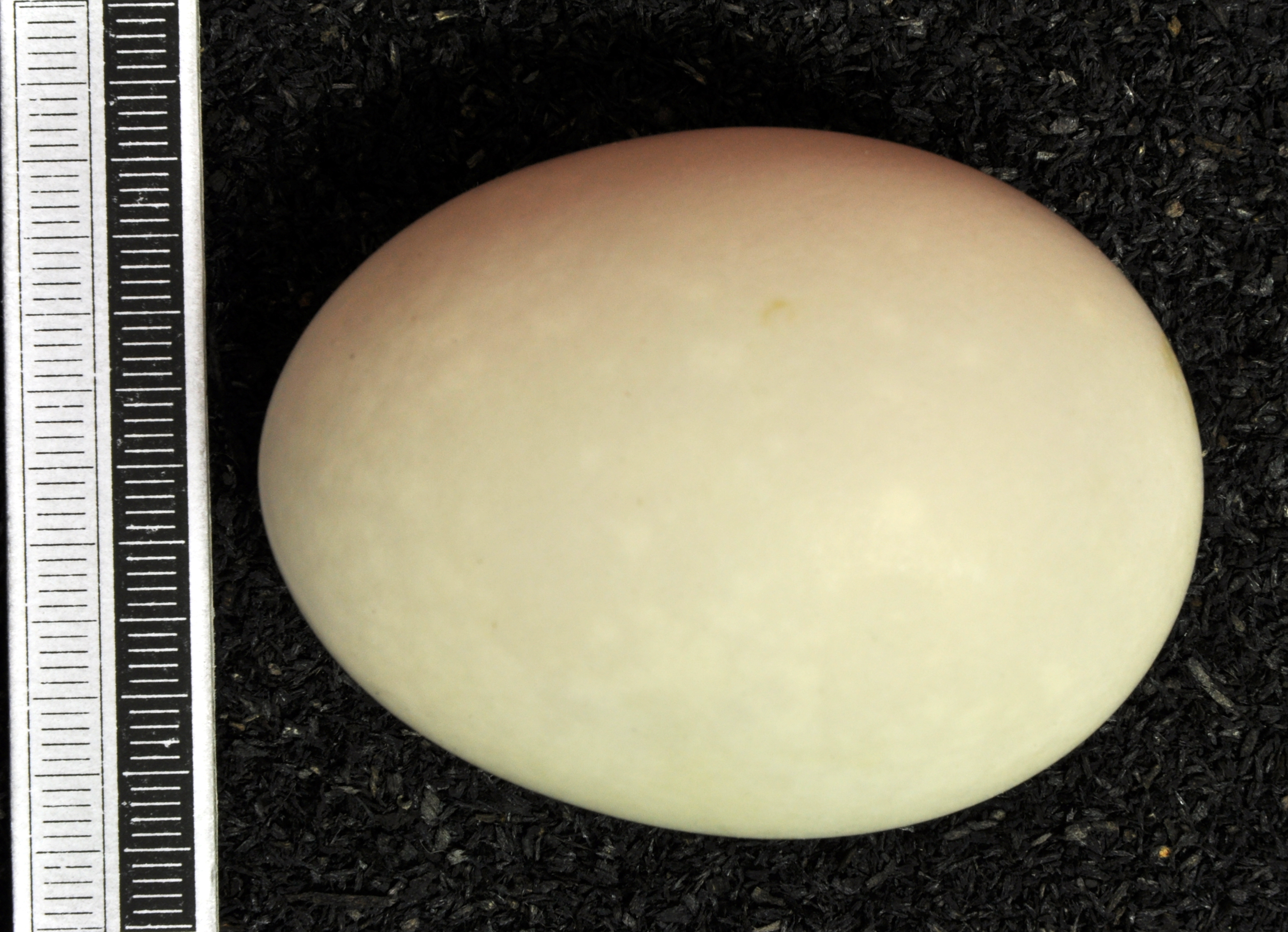
Islandsknipans ägg.

## Status och hot
Arten har ett stort utbredningsområde och en stor population med stabil utveckling. Utifrån dessa kriterier kategoriserar IUCN arten som livskraftig (LC). Det globala beståndet uppskattas till 175 000–200 000 vuxna individer, varav det i Europa tros häcka 800–900 par.